# Dreamlinux
Dreamlinux – brazylijska dystrybucja Linuksa. W przeciwieństwie do poprzednich wersji, Dreamlinux 3.1 Desktop Edition został w 100% zbudowany na bazie Debiana. System standardowo występuje jako dystrybucja Live z możliwością instalacji na dysku twardym. W najnowszej wersji systemu obok Xfce dodano GNOME, jednak graficznie ciągle wzoruje się na interfejsie Aqua z systemu OS X. Dreamlinux korzysta przede wszystkim z repozytoriów Debiana. Od wersji 3.0 możliwe jest przeprowadzanie aktualizacji systemu, bez przeinstalowywania całego systemu.

## MKDistro
Za pomocą MKDistro Live Remaster każdy użytkownik ma możliwość zbudowania własnej dystrybucji bazującej na DreamLinux, a tym samym spolonizowanie Instalatora DreamLinuxa, dodanie dodatkowych aplikacji, a co za tym idzie stworzenie gotowego systemu z pełną gamą potrzebnych aplikacji.